# Brooklyn
O Brooklyn é um burgo da cidade de Nova Iorque, co-extensivo com o condado de Kings, no estado americano de Nova Iorque.
Foi uma cidade independente de Nova Iorque de 1664 a 1898, quando se tornou divisão desta última, se fundindo a ela. Apesar de fazer parte da cidade de Nova Iorque, Brooklyn possui sua própria personalidade, caracterizada pela ampla diversidade cultural, explícita em sua cena artística independente.
Além de abrigar uma das mais notórias comunidades judaicas do mundo, sendo o condado com a maior comunidade judaica de todo o país (aproximadamente 1 a cada 4 residentes de Brooklyn é judeu), também no Brooklyn estava a sede mundial das Testemunhas de Jeová. Foi também o principal local de gravação e cenário da série Todo Mundo Odeia o Chris, especialmente em Bedford-Stuyvesant (Bed-Stuy), bairro central do condado de Brooklyn. A Nintendo refere Brooklyn como a terra natal de Mario e Luigi.
O condado tem uma área de 251 km², dos quais 180 km² estão cobertos por terra e 71 km² por água, uma população de 2 736 074 habitantes e densidade populacional de 15 227,1 hab/km² (segundo o censo nacional de 2020). É o condado mais populoso do estado e o sétimo mais populoso do país. Por si só, é o mais populoso dos cinco burgos da cidade de Nova Iorque, abrigando cerca de 31% da população da cidade dentre de seus limites. Se fosse uma cidade independente nesse mesmo ano, seria a quarta mais populosa do país, ficando atrás somente dos demais burgos de Nova Iorque em conjunto, de Los Angeles, e de Chicago.

## História
Os holandeses foram os primeiros Europeus a se apossarem da área oriental de Long Island, até então largamente povoada pela tribo nativa americana Canarsie. O primeiro povoamento dos holandeses foi Midwout (Midwood), estabelecido em 1634. Os holandeses também compraram terras em 1630 dos Mohawks, que nos dias presentes é Gowanus, Red Hook, Brooklyn Navy Yard e Bushwick. O vilarejo de Breuckelen foi autorizado a compra pela Companhia Neerlandesa das Índias Ocidentais em 1646 e veio a ser a primeira municipularização, que agora é o Estado de Nova Iorque. Com o tempo, Breuckelen, faz parte dos Novos Países Baixos.
Os holandeses deixaram Breuckelen na conquista Britanica sobre os Novos Países Baixos em 1664. Em 1683, os Britânicos reorganizaram a Província de Nova Iorque dentro dos 12 estados, sub-dividindo em cidades. Mais a frente, o nome Breukelen passou para Brockland, Brocklin, Brookline, e, enfim, Brooklyn. O Condado de Kings foi o primeiro dos 12 condados, e foi a primeira cidade de Kings. O Condado foi uma honra ao Rei Carlos II da Inglaterra.
Em Agosto e Setembro de 1776, a "Batalha de Long Island" (ocasionalmente chamada de "Batalha de Brooklyn") começou no Condado de Kings. Ela foi a maior batalha da "América Revolucionária" seguindo a "Declaração a Independência Americana". Após o fim da guerra, Nova Iorque e Brooklyn ganharam independência Inglesa por ordem emitida de Paris em 1783.
A partir da metade do Século XIX, as áreas urbanas ganharam espaço, fortalecendo a economia de Brooklyn, e o Rio do Oeste avançou e conseguiu seu espaço na Cidade de Nova Iorque. O condado tinha duas cidades: Brooklyn e Williamsburgh. Em 1854, Brooklyn anexou Williamsburgh.

## Geografia
| Os cinco burgos da cidade de Nova Iorque                  |                       |            |                     |                 |
| Jurisdição                                                | Jurisdição            | População  | Área                | Área            |
| Burgo                                                     | Condado               | Censo 2020 | Em milhas quadradas | Em km quadrados |
| (1) Manhattan                                             | Nova Iorque           | 1 694 251  | 22.7                | 58.8            |
| (2) Brooklyn                                              | Kings                 | 2 736 074  | 69.4                | 179.7           |
| (3) Queens                                                | Queens                | 2 405 464  | 108.7               | 281.5           |
| (4) Bronx                                                 | Bronx                 | 1 472 654  | 42.2                | 109.3           |
| (5) Staten Island                                         | Richmond              | 495 747    | 57.5                | 148.9           |
| Cidade de Nova Iorque                                     | Cidade de Nova Iorque | 8 804 190  | 302.64              | 778.17          |
| Estado de Nova Iorque                                     | Estado de Nova Iorque | 20 201 249 | 47 126,40           | 122 056,82      |
| Fonte: Departamento do Censo dos Estados Unidos 2010–2020 |                       |            |                     |                 |

De acordo com o Departamento do Censo dos Estados Unidos, o condado possui uma área de 250,8 km², dos quais 179,7 km² estão cobertos por terra e 71,1 km² (28,4%) por água.. O distrito é a segunda maior área interior entre os demais da cidade de Nova York. No entanto, o Condado de Kings, coextensivo com Brooklyn, é o quarto menor município do estado de Nova York por área terrestre e o terceiro menor por área total. Brooklyn fica no extremo sudoeste de Long Island, e a fronteira ocidental do município constitui a ponta ocidental da ilha.
As fronteiras da água de Brooklyn são extensas e variadas, incluindo a Jamaica Bay; o Oceano Atlântico; The Narrows, separando Brooklyn da cidade de Staten Island, na cidade de Nova York, e atravessando a ponte Verrazzano-Narrows; Upper New York Bay, separando Brooklyn de Jersey City e Bayonne, no estado americano de New Jersey; e o East River, separando Brooklyn da cidade de Manhattan, na cidade de Nova York, e atravessado pelo Túnel da Bateria de Brooklyn, a Ponte de Brooklyn, o Manhattan Bridge, Williamsburg Bridge e inúmeras rotas do metrô da cidade de Nova York. A leste de Brooklyn, fica o bairro de Queens, que contém o Aeroporto Internacional John F. Kennedy, no bairro da Jamaica naquele bairro, a aproximadamente 3 km da fronteira do bairro de East New York, em Brooklyn.

## Demografia
Desde 1900, o crescimento populacional médio do condado, a cada dez anos, é de 8,3%.

### Censo 2020
Segundo o censo nacional de 2020, o condado possui uma população de 2 736 074 habitantes e uma densidade populacional de 15 227,1 hab/km². Seu crescimento populacional na última década foi de 9,2%, acima da média estadual de 4,2%. É o condado mais populoso do estado de Nova Iorque e o sétimo mais populoso dos Estados Unidos. É o segundo condado mais densamente povoado do estado.
Possui 1 077 654 residências que resulta em uma densidade de 5 997,5 residências/km² e um aumento de 7,7% em relação ao censo anterior. Deste total, 6,3% das unidades habitacionais estão desocupadas. A média de ocupação é de 2,5 pessoas por residência.

### Estimativa 2018
De acordo com as estimativas do US Census Bureau de 2018, existem 2 582 830 pessoas (contra 2,3 milhões em 1990) e 994 650 famílias, com 2,75 pessoas por família. A densidade populacional era de 35 369/milha quadrada. Existem 1 053 767 unidades habitacionais, com uma taxa de ocupação do proprietário de 30,0% e um valor médio de US$ 623 900.
Em Brooklyn, a população estava espalhada para 7,2% abaixo de 5, 15,6% entre 6–18, 63,3% 19–64 e 13,9% 65 ou mais. 52,6% da população é feminina. 36,9% da população é nascida no estrangeiro. A comunidade lésbica de Brooklyn é a maior de todos os bairros da cidade de Nova York .
A renda mediana per capita era de US$ 29 928 e a renda familiar mediana era de US$ 52 782. 19,8% da população vive abaixo da linha de pobreza. US$ 606 738 pessoas estavam empregadas.

### Censo 2010
De acordo com o Censo dos Estados Unidos de 2010, a população de Brooklyn era de 42,8% de brancos, incluindo 35,7% de brancos não hispânicos; 34,3% de negros, incluindo 31,9% de negros não hispânicos; 10,5% asiáticos; 0,5% de nativos americanos; Ilhas do Pacífico a 0,0% (arredondadas); 3,0% de americanos multirraciais; e 8,8% de outras raças. Hispânicos e latinos representavam 19,8% da população de Brooklyn.
Comemorando o Ano Novo Chinês em "Little Fuzhou", um dos vários "Chinatown" em Brooklyn, no Sunset Park. Estima-se que a população chinesa-americana em rápido crescimento de Brooklyn superou os 200 000 em 2014.
Em 2010, Brooklyn tinha alguns bairros segregados com base em raça, etnia e religião. No geral, a metade sudoeste de Brooklyn é racialmente misturada, embora contenha poucos residentes negros; a seção nordeste é majoritariamente negra e hispânica/latina.

### Idiomas
Brooklyn tem um alto grau de diversidade linguística. Em 2010, 54,1% (1 240 416) dos residentes de Brooklyn com 5 anos ou mais falavam inglês em casa como idioma principal, enquanto 17,2% (393 340) falavam espanhol, 6,5% (148 012) chinês, 5,3% (121 607) russo, 3,5% (79 469) Iídiche, 2,8% (63 019) Crioulo francês, 1,4% (31 004) Italiano, 1,2% (27 440) Hebraico, 1,0% (23 207) Polonês, 1,0% (22 763) Francês, 1,0% (21 773) Árabe, 0,9% (19 388) várias línguas índicas, 0,7% (15 936). Os idiomas urdu e africanos eram falados como idioma principal por 0,5% (12 305) da população acima de cinco anos de idade. No total, 45,9% (1 051 456) da população de Brooklyn com 5 anos ou mais falavam outra língua materna que não o inglês .

## Governo e política

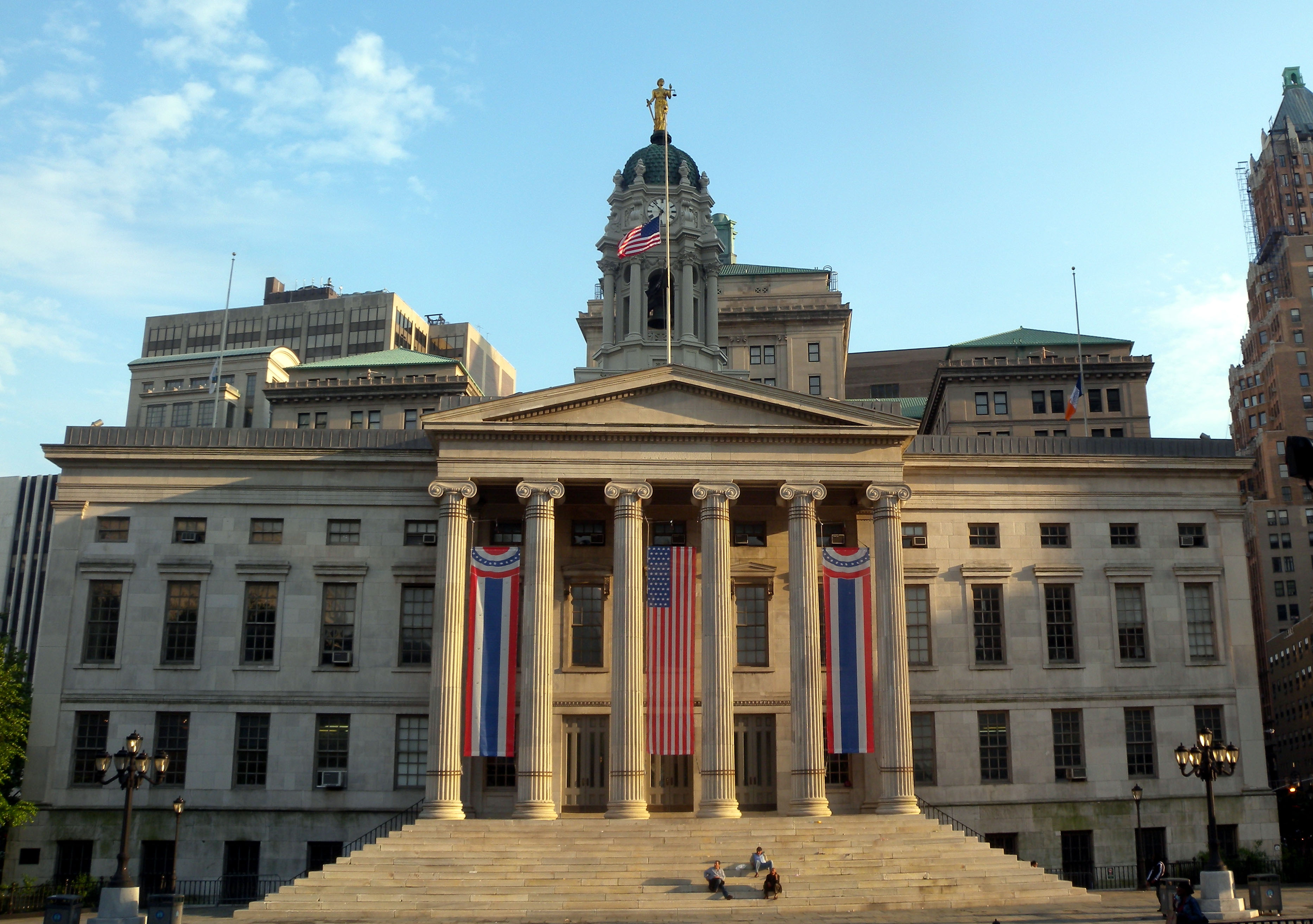
Brooklyn Borough Hall, sede do governo de Brooklyn.

Desde a consolidação com a cidade de Nova York em 1898, Brooklyn é governado pela Carta da Cidade de Nova York, que prevê um sistema "forte" de prefeitos. O governo centralizado da cidade de Nova York é responsável pela educação pública, instituições correcionais, segurança pública, instalações recreativas, saneamento, abastecimento de água e serviços de assistência social. Por outro lado, a Biblioteca Pública de Brooklyn é uma organização independente sem fins lucrativos, parcialmente financiada pelo governo da cidade de Nova York, mas também pelo governo do estado de Nova York, o governo federal dos EUA e doadores privados.
O escritório do presidente da cidade foi criado na consolidação de 1898 para equilibrar a centralização com a autoridade local. Cada presidente do distrito tinha um papel administrativo poderoso, derivado da votação no Conselho de Estimativa da cidade de Nova York, responsável por criar e aprovar o orçamento da cidade e as propostas de uso da terra. Em 1989, a Suprema Corte dos Estados Unidos declarou inconstitucional a Junta de Estimativa porque Brooklyn, a cidade mais populosa, não tinha maior representação efetiva na Junta do que Staten Island, a cidade menos populosa; foi uma violação da leitura de "um homem, um voto" da décima quarta emenda da corte.
Desde 1990, o presidente do município atua como defensor do município nas agências da prefeitura, no Conselho da Cidade, no governo do estado de Nova York e nas corporações. O atual presidente do distrito de Brooklyn é Eric Adams, eleito democrata em novembro de 2013 com 90,8% dos votos. Adams substituiu o popular presidente do distrito, Marty Markowitz, também democrata, que usou parcialmente seu escritório para promover o turismo e o desenvolvimento de Brooklyn.
O Partido Democrata detém a maioria dos cargos públicos, e o bairro é muito liberal. Em novembro de 2017, 89,1% dos eleitores registrados em Brooklyn eram democratas. As plataformas do partido se concentram em moradias populares, educação e desenvolvimento econômico. Existem bolsões de influência republicana majoritária em Gravesend, Bensonhurst, Bay Ridge, Dyker Heights e Midwood pelo representante dos EUA Dan Donovan e pelo senador do estado de Nova York Marty Golden.
Cada um dos cinco municípios da cidade (coterminous com cada município) possui seu próprio sistema de tribunais criminais e o Promotor Distrital, o principal promotor público que é eleito diretamente pelo voto popular. O procurador do distrito de Kings County é Eric Gonzalez, que substituiu o democrata Kenneth P. Thompson após sua morte em outubro de 2016. Brooklyn tem 16 membros do Conselho da Cidade, o maior número de qualquer um dos cinco distritos. Brooklyn possui 18 dos 59 distritos comunitários da cidade, cada um deles servido por um Conselho Comunitário não remunerado, com poderes consultivos sob o Procedimento Uniforme de Revisão do Uso da Terra da cidade. Cada diretoria tem um gerente distrital pago que atua como interlocutor das agências da cidade.

## Economia

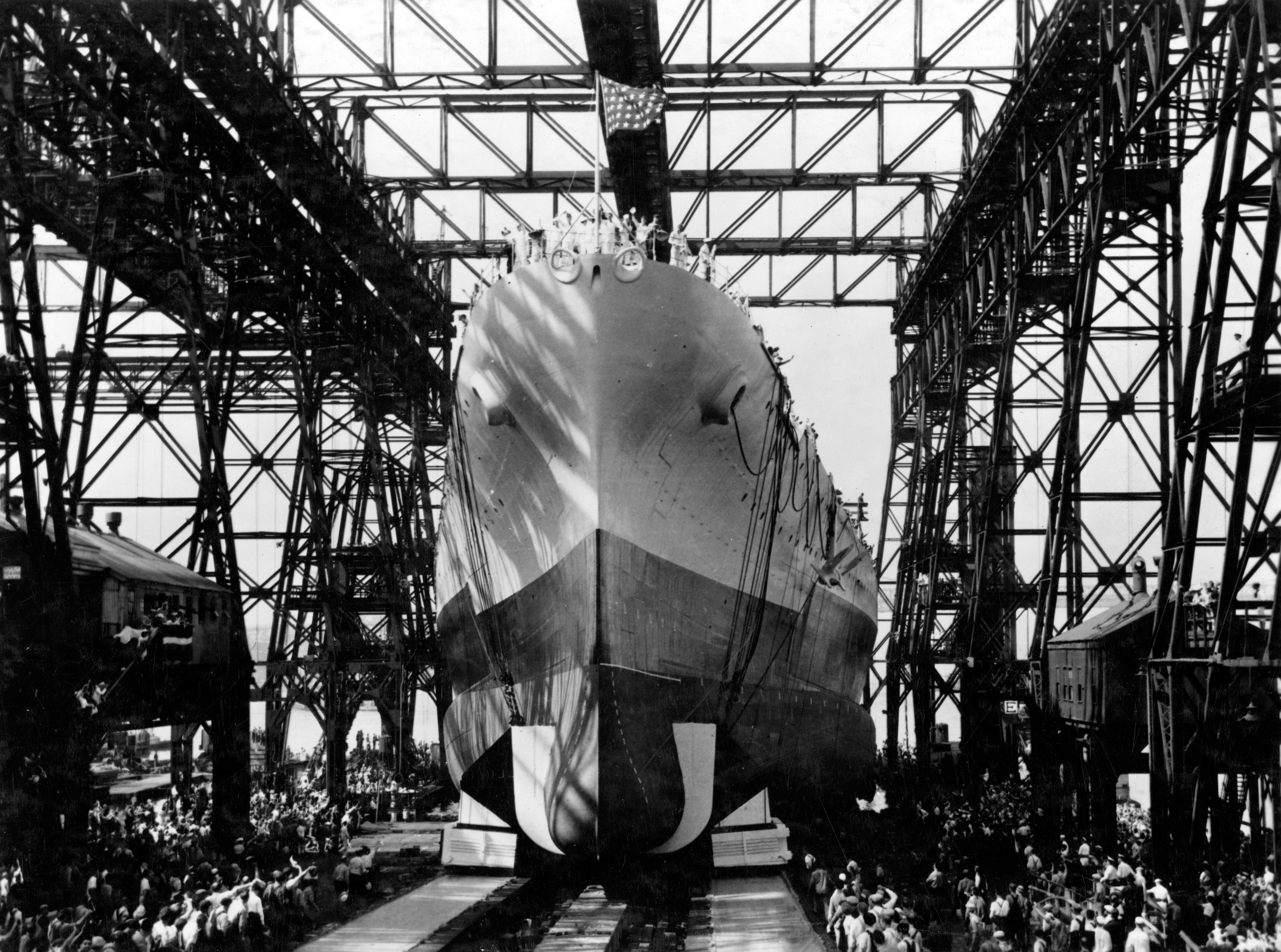
O USS North Carolina, lançado no Brooklyn Navy Yard, em junho de 1940.

O mercado de trabalho do Brooklyn é impulsionado por três fatores principais: o desempenho da economia nacional e da cidade, os fluxos populacionais e a posição da cidade como um back office conveniente para os negócios de Nova Iorque.
Quarenta e quatro por cento da população empregada de Brooklyn, ou 410 000 pessoas, trabalham no bairro; mais da metade dos moradores do bairro trabalha fora de seus limites. Como resultado, as condições econômicas em Manhattan são importantes para quem procura emprego. A forte imigração internacional para o Brooklyn gera empregos em serviços, varejo e construção.
Desde o final do século XX Brooklyn beneficia de um fluxo constante de operações financeiras de back-office de Manhattan, o rápido crescimento de uma economia de alta tecnologia e entretenimento e um forte crescimento em serviços de suporte, como contabilidade, agências de suprimentos pessoais e empresas de serviços de informática.
Os empregos no bairro concentram-se tradicionalmente na manufatura, mas desde 1975, Brooklyn passou de uma economia baseada na manufatura para uma economia baseada em serviços. Em 2004, 215 000 residentes de Brooklyn trabalhavam no setor de serviços, enquanto 27 500 trabalhavam na fabricação. Embora a fabricação tenha declinado, uma base substancial permaneceu em preocupações com a fabricação de roupas e nichos, como móveis, metais fabricados e produtos alimentícios. A empresa farmacêutica Pfizer foi fundada em Brooklyn em 1869 e possuía uma fábrica no bairro por muitos anos que empregava milhares de trabalhadores, mas a fábrica foi fechada em 2008. No entanto, a nova fabricação leve refere-se a embalagens orgânicas e de alta comida final brotou na planta antiga.

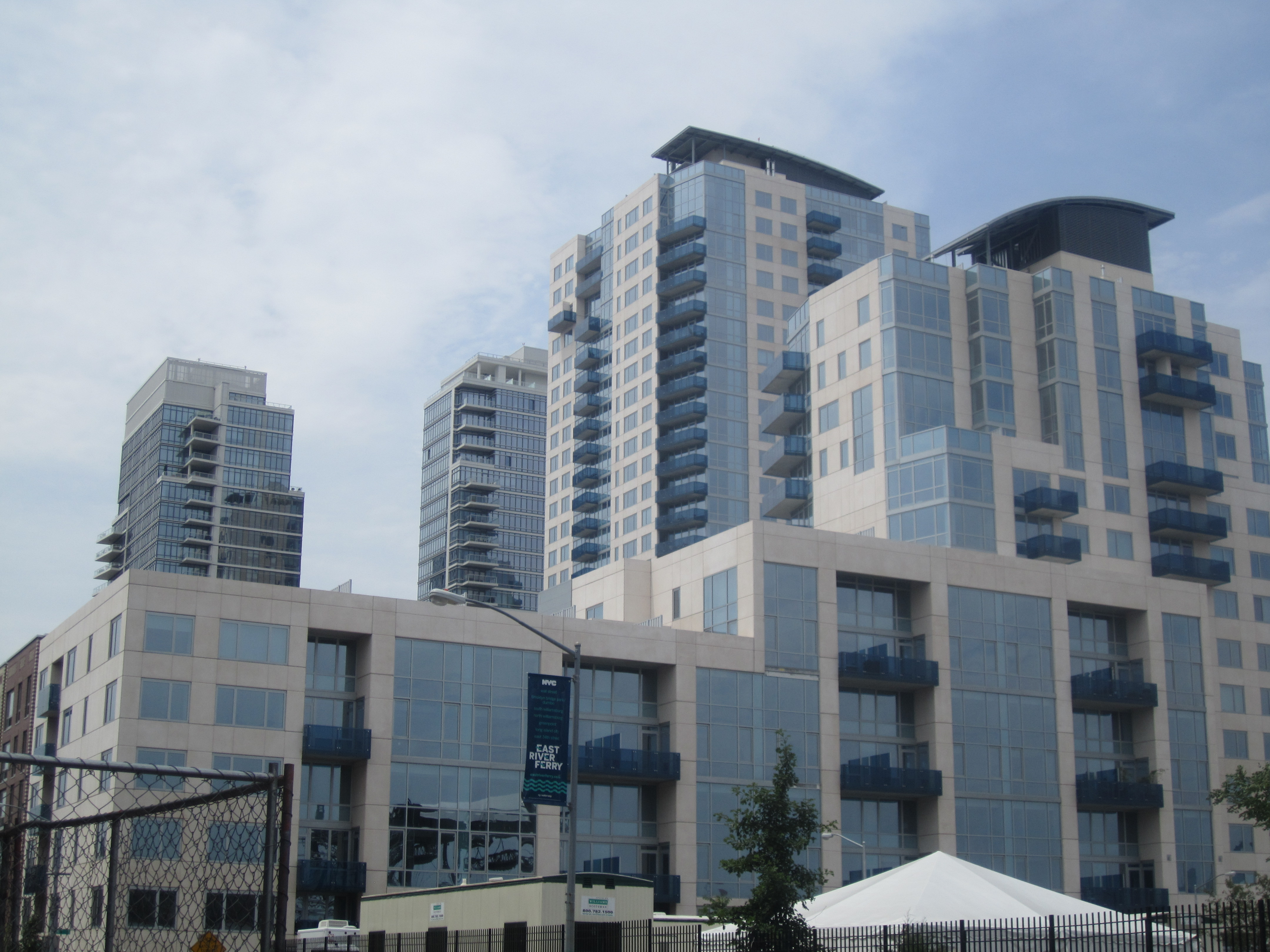
Edifícios mais recentes perto de East River State Park.

Estabelecido pela primeira vez como uma instalação de construção naval em 1801, o Brooklyn Navy Yard empregava 70 000 pessoas em seu auge durante a Segunda Guerra Mundial e era então o maior empregador do bairro. O Missouri, o navio no qual os japoneses se renderam formalmente, foi construído ali, assim como o Maine, cujo afundamento em Havana levou ao início da Guerra Hispano-Americana. O navio de guerra civil do lado do ferro, o Monitor, foi construído em Greenpoint. De 1968 a 1979, a Seatrain Shipbuilding foi o principal empregador. Os inquilinos posteriores incluem empresas de design industrial, empresas de processamento de alimentos, artesãos e a indústria de produção de filmes e televisão. Cerca de 230 empresas do setor privado que fornecem 4 000 empregos estão no Yard.
Construção e serviços são os setores que mais crescem. A maioria dos empregadores em Brooklyn são pequenas empresas. Em 2000, 91% dos aproximadamente 38 704 estabelecimentos comerciais em Brooklyn tinham menos de 20 funcionários. Em agosto de 2008, a taxa de desemprego no bairro era de 5,9%.
Brooklyn também abriga muitos bancos e cooperativas de crédito. De acordo com a Federal Deposit Insurance Corporation, havia 37 bancos e 26 cooperativas de crédito operando no bairro em 2010.
O zoneamento do Downtown Brooklyn gerou mais de 10 000 milhões de dólares em investimentos privados e 300 milhões de dólares em melhoramentos públicos desde 2004. Brooklyn também está atraindo inúmeras empresas iniciantes de alta tecnologia, como o Silicon Alley, o metônimo do ecossistema de empreendedorismo da cidade de Nova York, se expandiu do Lower Manhattan para Brooklyn.

## Cultura
Brooklyn teve um papel importante em vários aspectos da cultura americana, incluindo literatura, cinema e teatro. O sotaque de Brooklyn costuma ser retratado como o "sotaque típico de Nova York" na mídia americana, embora esse sotaque e estereótipo estejam supostamente desaparecendo. As cores oficiais de Brooklyn são azul e ouro.

### Arte

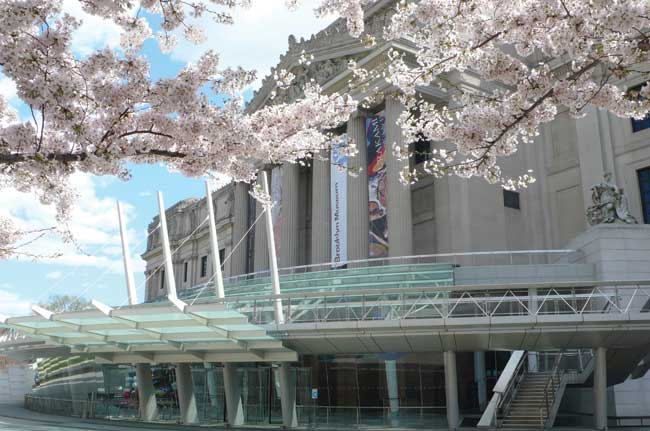
O Museu de Brooklyn em Eastern Parkway.

O Museu do Brooklyn, inaugurado em 1897, o segundo maior museu público de arte do país, inclui em sua coleção permanente mais de 1,5 milhão de objetos, desde obras de arte egípcias antigas até arte contemporânea. O Brooklyn Children's Museum, o primeiro museu do mundo dedicado às crianças, foi inaugurado em dezembro de 1899. A única instituição do Estado de Nova York credenciada pela Associação Americana de Museus, é uma das poucas no mundo a ter uma coleção permanente — mais de 30 000 objetos culturais e espécimes de história natural.
A Galeria BRIC Rotunda, fundada em 1981, é a mais antiga galeria sem fins lucrativos dedicada a apresentar obras de arte contemporânea de artistas que são de, vivem ou trabalham no bairro.
A Galeria, localizada em Brooklyn Heights, apresenta arte contemporânea de todas as mídias, eventos públicos e um inovador programa de educação artística. O objetivo da Galeria é aumentar a visibilidade e a acessibilidade da arte contemporânea, enquanto preenche a lacuna entre o mundo da arte e a cultura global em Brooklyn e no mundo além.
BRIC Rotunda Gallery é o espaço de arte contemporânea da BRIC Arts | Mídia | Bklyn, uma organização multidisciplinar de artes e mídia sem fins lucrativos, dedicada a apresentar arte contemporânea, a apresentar arte e programas de mídia comunitária que refletem as diversas comunidades de Brooklyn e apoiam o processo criativo.

### Locais culturais

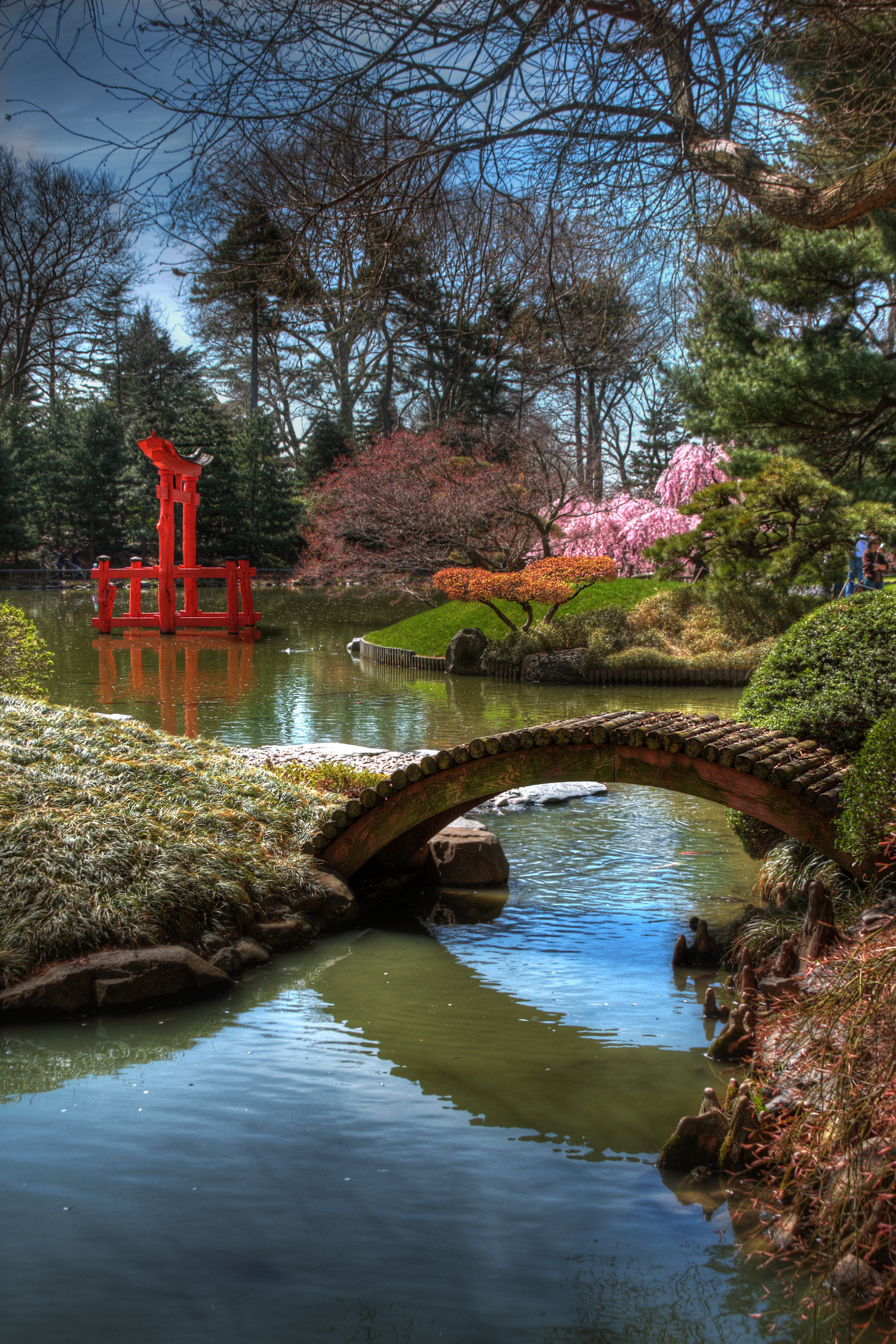
Jardim Botânico de Brooklyn

Brooklyn abriga a renomada Academia de Música de Brooklyn, a Filarmônica do Brooklyn e a segunda maior coleção de arte pública dos Estados Unidos, instalada no Museu do Brooklyn.
A Academia de Música do Brooklyn (BAM) inclui uma ópera com 2 109 lugares, um teatro com 874 lugares e o BAM Rose Cinemas, uma casa de arte. Bargemusic e St. Ann's Warehouse estão do outro lado do centro de Brooklyn, no distrito de artes DUMBO. A Brooklyn Technical High School possui o segundo maior auditório da cidade de Nova York (depois do Radio City Music Hall), com capacidade para mais de 3 000 pessoas.

### Mídia
Brooklyn tem vários jornais locais: The Brooklyn Daily Eagle, Bay Currents (Oceanfront Brooklyn), Brooklyn View, The Brooklyn Paper e Courier-Life Publications. A Courier-Life Publications, de propriedade da News Corporation de Rupert Murdoch, é a maior cadeia de jornais de Brooklyn. Brooklyn também é atendido pelos principais jornais do Nova York, incluindo o The New York Times, o New York Daily News e o New York Post.
O bairro abriga o Brooklyn Rail mensalmente, artes e política, bem como o gabinete trimestral de artes e cultura. Hey Mister também é publicado no Brooklyn.
A Brooklyn Magazine é uma das poucas revistas brilhantes sobre Brooklyn. Atualmente, vários outros estão extintos, incluindo a BKLYN Magazine (um livro bimestral de estilo de vida de propriedade de Joseph McCarthy, que se via como um veículo para anunciantes sofisticados em Manhattan e foi enviado para 80 000 famílias de alta renda), Brooklyn Bridge Magazine, The Brooklynite (um trimestral gratuito e brilhante editado por Daniel Treiman) e o NRG (editado por Gail Johnson e originalmente comercializado como periódico local para Clinton Hill e Fort Greene, mas expandiu seu escopo para se tornar o autoproclamado "Pulso de Brooklyn" e depois o "Pulse of New York").

#### Cinema

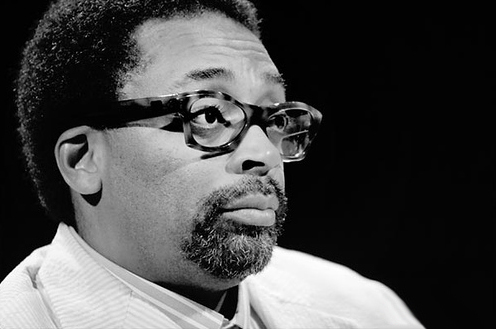
Spike Lee, dirigiu She Gotta Have It e Do the Right Thing, o que deu a Brooklyn um novo destaque cultural.

Brooklyn desempenhou um papel fundamental em vários filmes de vários gêneros, desde a comédia de 1917 de Fatty Arbuckle, Coney Island, até o filme de estreia de 2011, Pariah.
Um filme iconico do Brooklyn é A árvore cresce em Brooklyn,de 1945, baseado no romance de Betty Smith de mesmo nome. Foi o primeiro filme dirigido pela diretora greco-americana Elia Kazan, estrelada por James Dunn (que ganhou o Oscar de Melhor Ator Coadjuvante), Dorothy McGuire, Joan Blondell e Peggy Ann Garner (que ganhou o Oscar de Melhor Ator Coadjuvante). Naquela época, outros filmes de Hollywood também mostravam Brooklyn daquela época, como a comédia sombria Arsênico e Old Lace.
O Saturday Night Fever, estrelado por John Travolta, um filme de 1977 que definiu a era Disco nos Estados Unidos, foi ambientado em Bay Ridge, um bairro italiano no sul do Brooklyn. As comunidades judaicas da classe trabalhadora foram retratadas em filmes como Annie Hall, de 1977,e Brighton Beach Memoirs, de 1986.
No final da década de 1980, as comunidades afro-americanas do Brooklyn alcançaram um novo destaque cultural com os filmes de Spike Lee, cujos filmes Ela tem que ter e Fazer a coisa certa foram filmados nos bairros de Brooklyn. Outros filmes nesse sentido incluem Straight Out of Brooklyn e Just Another Girl na IRT.
O filme nostálgico de 2005 The Squid and the Whale, de Noah Baumbach, examinou a vida familiar da intelligentsia de Park Slope. Nos anos 2000, dramas estranhos como Shortbus e documentários provocativos como Battle for Brooklyn e Trembling Before Gd também mostraram as novas facetas de Brooklyn. Nos anos 2010, alguns filmes populares e independentes, como The Intern e Obvious Child, refletiram um norte de Brooklyn mais gentrificado.

#### Televisão
A Academia de Música do Brooklyn (BAM) inclui um teatro de ópera com 2109 lugares, um teatro com 874 lugares e a casa de arte BAM Rose Cinemas. Bargemusic e St. Ann's Warehouse estão do outro lado do centro de Brooklyn, no distrito de artes DUMBO.
A peça de Lynn Nottage, de 1995, Crumbs from the Table of Joy é ambientada no Brooklyn após a Segunda Guerra Mundial e lida com as esperanças e frustrações de uma família afro-americana recém-chegada da Flórida. A peça de Neil Simon, de 1983, "Brighton Beach Memoirs" é ambientada em 1937 em Brooklyn.
Em 2008, um TKTS Booth foi aberto no centro de Brooklyn em (Jay St. e Myrtle Ave. Promenade), permitindo que os clientes comprassem ingressos matinê do dia e do dia seguinte para eventos selecionados de teatro, dança e música.

## Galeria de imagens

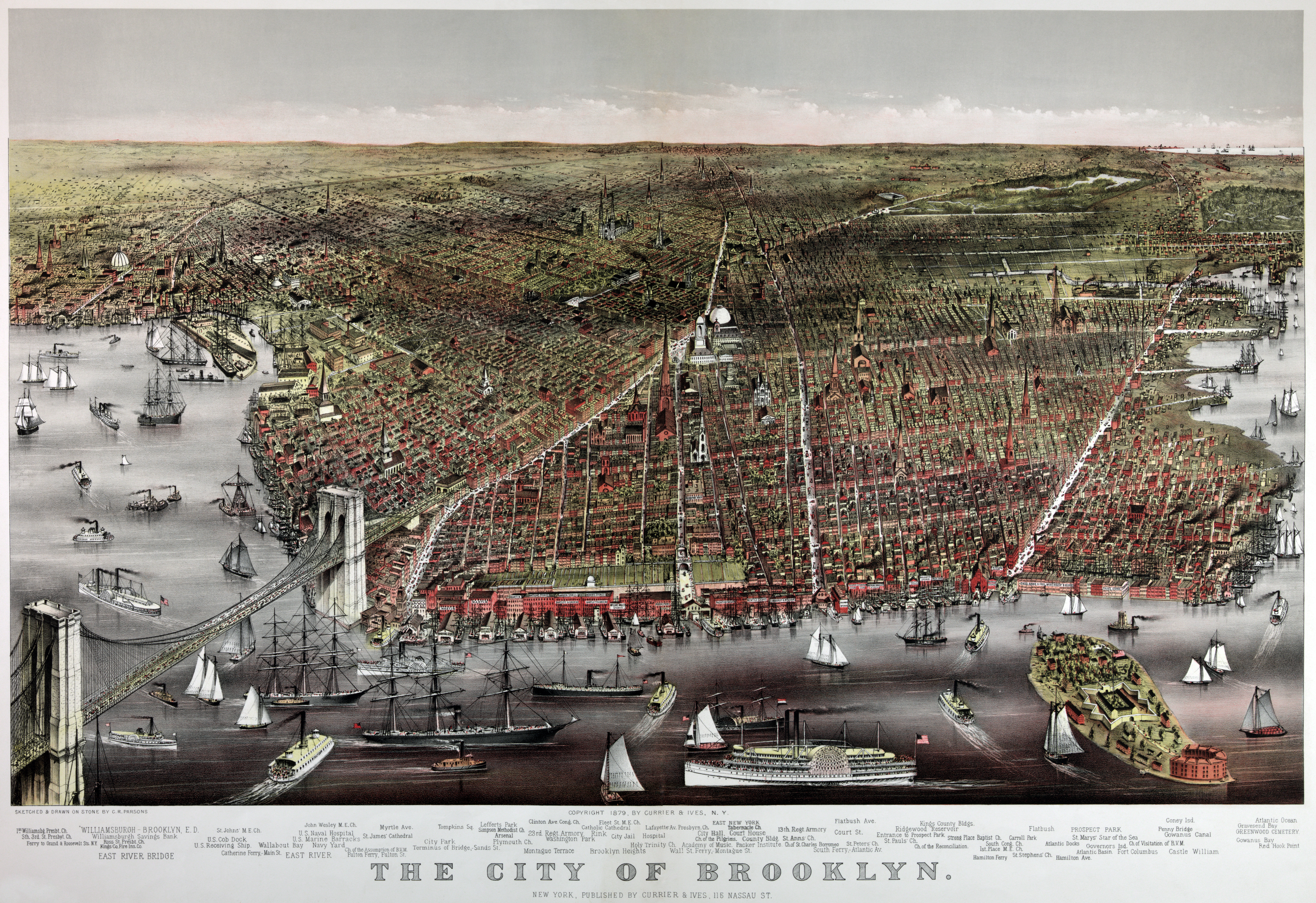
Construção do Porto de Brooklyn em 1890.
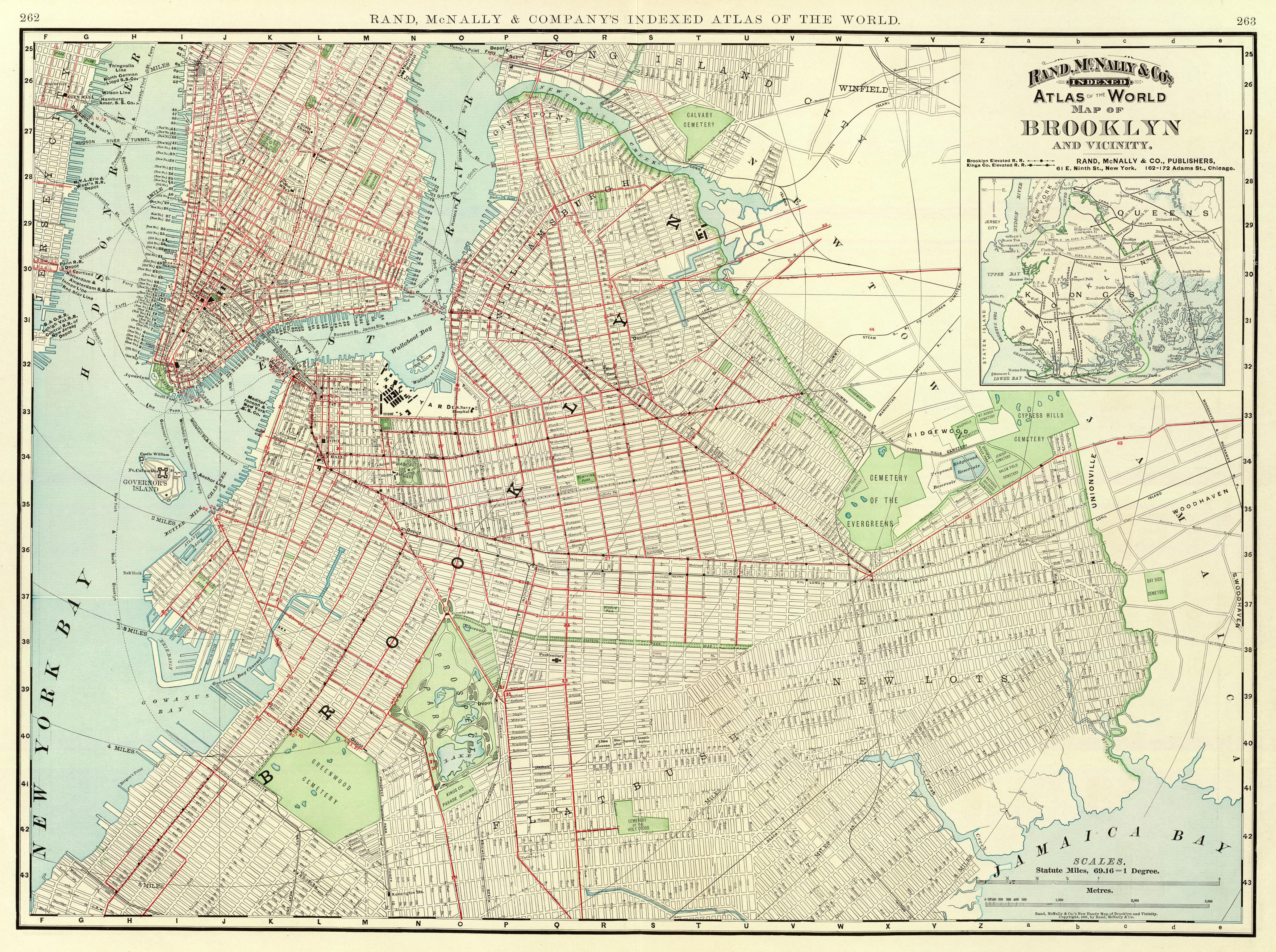
Mapa de Brooklyn em 1897.